# Зграда Трговачког магацина у Лесковцу
Зграда Трговачког магацина је објекат који се налази у Лесковцу. Направљена је 1935. године, а представља непокретно културно добро као споменик културе.

## Опште информације
Зграда се налази у Улица Светозара Марковића бр. 12, направљена је 1935. године у власништву трговца Тодора Генчића.
Објекат се састоји од приземља, спрата и поткровља. Спољни изглед зграде са уским фасадним фронтом потпуно одговара унутрашњој просторној диспозицији са рапоредом простора по вертикали, тако да се изнад завршног, фасадног венца и овде јавља калканско надвишење у виду трапеза.
Фасада зграде у целини обложена је вештачким каменом, са елементима стилске декорације особеним у односу на уобичајена класична решења, али складних пропорција. Зграда у исто време представља и специфичан облик ове врсте, јединствен у простору лесковачке чаршије уопште.